# Halichoeres binotopsis
Halichoeres binotopsis (Bleeker, 1849) è un pesce di acqua salata appartenente alla famiglia Labridae.

## Distribuzione e habitat
Proviene dalle barriere coralline dell'ovest dell'oceano Pacifico, in particolare da Indonesia, Nuova Guinea e Singapore. Nuota fino a 15 m di profondità in zone costiere ricche di vegetazione e coralli.

## Descrizione
Presenta un corpo compresso lateralmente, non particolarmente allungato né alto, con la testa dal profilo appuntito. La lunghezza massima registrata è di 8.9 cm. La pinna caudale ha il margine dritto, mentre la pinna dorsale e la pinna anale sono basse e lunghe. Somiglia abbastanza a H. timorensis.
La colorazione non varia particolarmente nel corso della vita del pesce, che mantiene sempre un colore di fondo verde tendente al grigio con delle strisce verticali abbastanza ampie più pallide. Delle strisce orizzontali rosse attraversano tutto il corpo e sono più irregolari negli esemplari adulti, dove inoltre possono presentare un sottile bordo azzurro. 
Le differenze tra esemplari giovanili e adulti sono evidenti soprattutto nelle pinne. Esse sono prevalentemente trasparenti nei giovani, che presentano due macchie nere con il centro azzurro e il bordo giallo sulla pinna dorsale e una più piccola sul peduncolo caudale. Le macchie sono assenti negli adulti, che hanno le pinne rosse e azzurre.

## Comportamento
Gli esemplari maschili possono essere territoriali; le femmine nuotano in piccoli gruppi con uno solo di essi.

## Conservazione
Viene classificato come "a rischio minimo" (LC) dalla lista rossa IUCN perché non sembra essere minacciato da particolari pericoli ed è diffuso in diverse aree marine protette.